# Monasterio de Mhar
El monasterio de Mhar (en ucraniano, Мгарський монастир) es un monasterio masculino de la Iglesia ortodoxa ucraniana en la orilla del río Sula, cerca de Lubní, en el óblast de Poltava (Ucrania). Originalmente construido por el clero ucraniano del patriarcado ecuménico de Constantinopla, desde el siglo XVIII (la batalla de Poltava de 1709) pertenece a la Iglesia ortodoxa rusa.

## Historia
Fue fundado en 1619 por Isaia Kopynsky (quien más tarde se convirtió en el metropolitano de Kiev de la reinstaurada Iglesia ortodoxa rutena) con la financiación de la princesa Regina Wiśniowiecka (prima del metropolitano Pedro Moguila). Inicialmente era un bratstvo diseñado para convertirse en un baluarte de la ortodoxia en la parte oriental de la Mancomunidad de Polonia-Lituania.
En el recinto del monasterio se encuentran las tumbas de varios metropolitanos de Kiev. Fue allí donde Yuri Jmelnitski recibió la tonsura cuando murió y donde fue enterrado Hedeón Khmelnytskyi y el patriarca ecuménico Atanasio III de Constantinopla.
El katholikón barroco ucraniano fue erigido en la década de 1680 con la ayuda de una donación de los hetmanes Iván Samoylovych e Iván Mazepa. Un arquitecto alemán, que trabajó en el monasterio de la Trinidad de Chernígov, se encargó de la iglesia de siete cúpulas con seis pilares. El número de cúpulas se redujo a cinco después de que la central se derrumbara en 1728. El campanario neoclásico se comenzó a construir en 1785, pero las obras no terminaron hasta sesenta años después.
Después de 1925, el monasterio fue ocupado por los líderes del llamado «Cisma de Lubny», luego, bajo la administración bolchevique, albergó una sucesión de instituciones para niños, incluido un campamento de jóvenes pioneros. Los monjes regresaron al complejo en 1993.
El 22 de noviembre de 2013, el presidente de Ucrania, Víktor Yanukóvich, firmó un decreto «Sobre las medidas para celebrar el 400 aniversario de la fundación del Monasterio de Mhar», que previó la implementación de medidas para preservar y restaurar edificios y objetos ubicados en los terrenos del monasterio, así como la construcción de un edificio para la biblioteca en 2014-2019.

## Arquitectura

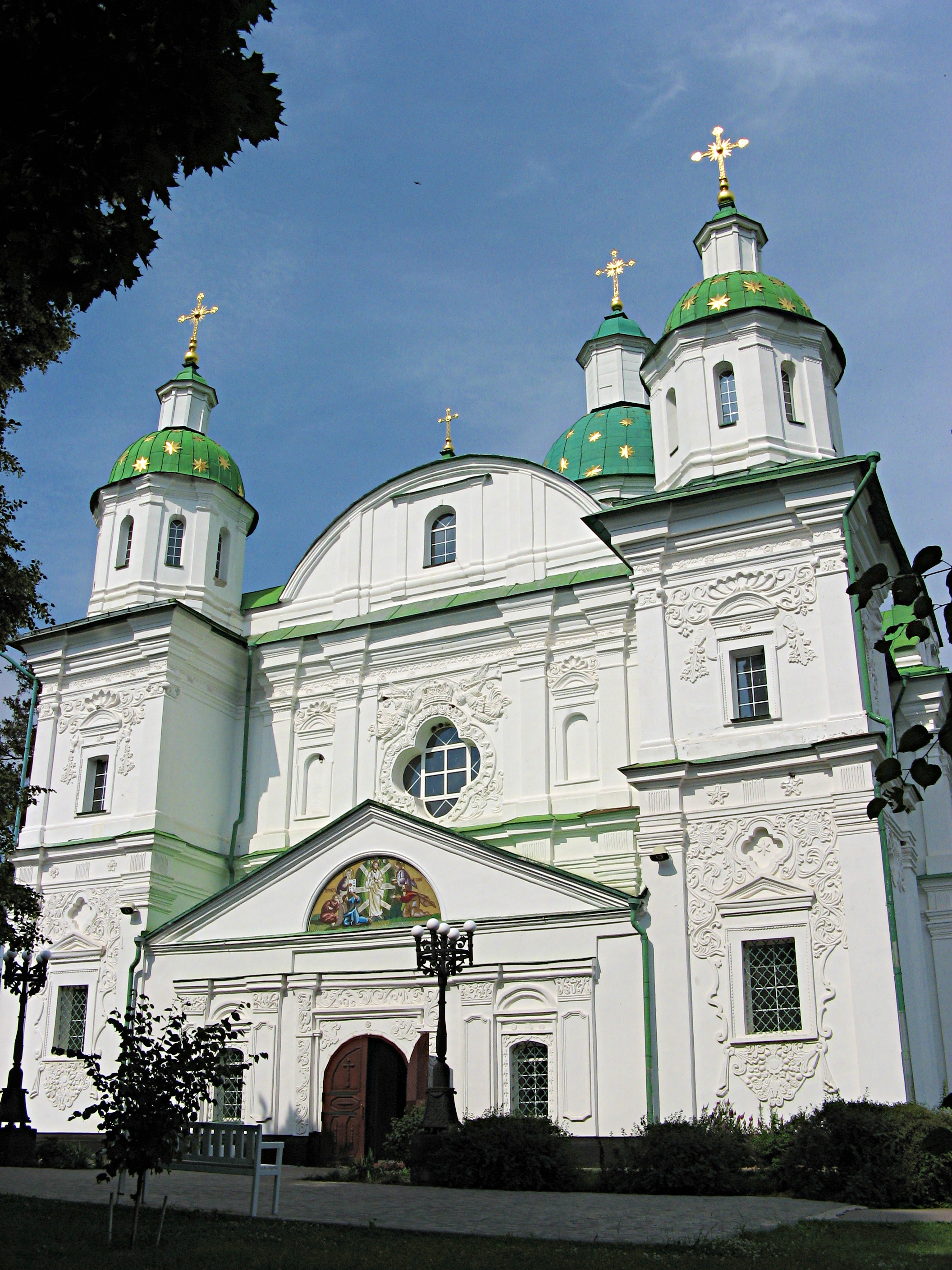
La fachada de la catedral de la Transfiguración.

El arquitecto Johann Baptist diseñó la catedral central, que fue construida entre 1682 y 1694. Esta combina elementos tradicionales de los santuarios cruciformes ucranianos de tres naves y de las basílicas de Europa occidental. Está ornamentada con decoraciones de estuco con patrones florales. El complejo del monasterio también incluye la residencia del archimandrita (1786), el campanario (1844), un hospicio (segunda mitad del siglo XIX) y la iglesia de la Anunciación (1804), de estilo con reminiscencias al bizantino.